# Charles-André Julien
Pour les articles homonymes, voir Julien.
 (février 2014).
Charles-André Julien, né le 2 septembre 1891 à Caen et mort le 19 juillet 1991 à Paris 13e, est un historien et journaliste français, spécialiste de l'Afrique du Nord (Maghreb) et militant anticolonialiste.
Il a enseigné notamment à l'Institut d'études politiques de Paris, à l'ENA et à la faculté des lettres de Paris et est à l'origine de l'université de Rabat au Maroc.

## Biographie

### Origines
Il est le fils d'Étienne Julien, professeur agrégé, d'une famille protestante originaire de Castres, et d'Élise Jugier, son épouse.
En 1898, Étienne Julien, professeur à Marseille, est dreyfusard et transmet dès cette époque à ses enfants cette conviction encore minoritaire. Il est par ailleurs proche de Jean Jaurès, avec qui Charles-André sera en relation peu avant l'assassinat de juillet 1914.
En 1906, la famille Julien s'installe à Oran en Algérie, alors colonie française. Charles-André fait ses études secondaires au lycée d'Oran, où son père enseigne.
Il adhère à la SFIO (Section française de l'Internationale ouvrière) en 1909.

### Débuts professionnels
Après avoir obtenu son baccalauréat, il travaille comme secrétaire à la préfecture d'Oran. Dès son entrée dans le monde du travail, il se heurte aux grands propriétaires oranais, aux trafics coloniaux et à la dépossession des terres algériennes. Choqué par le traitement dont sont victimes les Algériens, il s'engage très tôt dans l'action politique. Il se range à gauche et fait la connaissance d'intellectuels et d'hommes politiques opposés au système colonial, parmi lesquels Félicien Challaye, André Gide et Albin Rozet. Il soutient la révolution bolchévique en Russie à partir de 1917.
En 1920, il est reçu à l'agrégation d'histoire et géographie et est ensuite nommé professeur en Algérie.

### Le Parti communiste (1920-1926)
Délégué au congrès de Tours en décembre 1920, il vote pour l'adhésion à la IIIe Internationale et devient l'un des dirigeants du Parti communiste (au départ appelé SFIC, Section française de l'Internationale communiste) pour l'Algérie.
En 1921, il fait partie de la délégation du PCF (avec Frossard, Souvarine, Vaillant-Couturier) en Russie pour le congrès de l'Internationale ; il croise l'intelligentsia révolutionnaire : Lénine, Trotsky, Zinoviev, Gorki et Hô Chi Minh. Il espère voir les révolutionnaires s'engager contre le colonialisme, ce qui n'est pas le cas en raison de difficultés qu'ils rencontrent dans leur pays.
Il quitte le Parti communiste en 1926 (après Frossard en 1923 et Souvarine en 1924), mais reste à gauche et contribue à la revue d'Henri Barbusse, Clartés.
C'est le moment où il est nommé professeur à Paris, successivement au lycée Janson-de-Sailly (1926-1932), au lycée Montaigne (1932-1941), et au lycée Condorcet (1941-1942). L'un de ses élèves témoigne de sa solidarité à l'égard de ses camarades juifs, en pleine Seconde Guerre mondiale.

### Les années 1930
En 1931, il écrit son premier livre, Histoire de l'Afrique du Nord ; dans cet ouvrage, il contredit les thèses colonialistes selon lesquelles l'histoire de l'Algérie commence en 1830.
Pour se constituer un réseau d'informateurs, il entre en contact avec les mouvements indépendantistes, notamment avec le groupe formé autour de Bourguiba, avec qui il se lie d'amitié.
En même temps, il devient le secrétaire de rédaction de la Revue historique.

### Le Front populaire
En 1936, au moment du Front populaire, il redevient membre de la SFIO. Léon Blum, devenu chef du gouvernement en juin, le nomme secrétaire du Haut Comité méditerranéen et de l'Afrique du Nord (1936-1939), qui doit permettre au Front populaire de trouver des solutions aux questions liées à la présence française en Afrique du Nord.
Il conçoit un centre de documentation pour le chef du gouvernement et rédige avec Pierre Viénot des notes de synthèse faisant des propositions concrètes. Après la chute de Léon Blum (juin 1937), il travaille pour Albert Sarraut.

### L'après-guerre
Dans les années 1945-1947, ont lieu des  mouvements dans l'Empire colonial français, en Algérie à Sétif (mai 1945), puis en Indochine et enfin, en 1947, à Madagascar. C'est après la révolte de Madagascar, durement matée, qu'il décide de s'engager dans la voie du journalisme. Il participe notamment à la création du journal Le Monde, ce qui lui permet de gagner l'amitié de son fondateur, Hubert Beuve-Méry.
Après l'établissement de la Quatrième République, il est élu membre du Conseil de l'Union française, ce qui lui permet de travailler à la bibliothèque parlementaire où il a accès à tous les travaux de l'assemblée.
En 1947, il soutient sa thèse de doctorat : Les Débuts de l'expansion et de la colonisation françaises (XVe – XVIe siècles).

### Les années 1950 et la décolonisation
Quoique professeur d'université, membre de la SFIO et conseiller de l'Union française, il est surveillé par les autorités en raison de son anticolonialisme, point de vue encore marginalisé.
Il dénonce les abus de la politique française au Maghreb et s'indigne des dérives de la IVe République.
Il défend également les Maghrébins et mène une contre-enquête après la mort du syndicaliste tunisien Farhat Hached et accuse l'organisation de la Main rouge et la Résidence d'être à l'origine de sa mort.
Le 19 avril 1950, dans un article du Monde, il demande à la France de réviser sa politique de protectorat en Tunisie et en particulier les traités du Bardo et de la Marsa qui sont, pour lui, politiquement dépassés. Lors de la crise marocaine (1953), il se fait le conseiller du sultan Mohammed V.
Après l'indépendance du Maroc, il est invité par le roi Mohammed V à fonder l'université de Rabat et est nommé doyen de la faculté des lettres ; il assume en même temps sa charge de professeur à la faculté des lettres de Paris.
Il quitte la SFIO en 1958.

### Fin de carrière
En 1961, année de la mort de Mohammed V, il démissionne de ses fonctions à l'université de Rabat, ne voulant pas cautionner l'évolution du régime. L'inimitié avec Hassan II s'accentue au moment de l'affaire Ben Barka, personnalité dont il était proche.
Il devient professeur émérite de l'université de Paris en 1971, mais continue à travailler sur l'Afrique du Nord en dirigeant deux collections :
- « Pays d'Outre-Mer » aux Presses universitaires de France, qu'il dirige depuis 1947 ;
- « Les Africains » chez L'Harmattan, à partir de 1977.

Il dirige également le groupe d’études et de recherches sur le Maghreb (G.E.R.M.).
En 1983, la télévision lui consacre, sur TF1, une émission en deux parties, intitulée Voyages à propos d'un hérétique de Claude Jourde et Jean-Noël Roy.
En 1986, il fait don de sa bibliothèque (« Fonds Charles-André Julien ») au Centre des hautes études sur l'Afrique et l'Asie.

## Publications

### Ouvrages
- Histoire de l'Afrique du Nord : Des origines à 1830, Paris, Payot & Rivages, 1994 (réimpr. 1969) (1re éd. 1951), 866 p. (ISBN 978-2-228-88789-2, présentation en ligne) Version d'une édition de 1931 : revue et mise à jour avec l'aide de Christian Courtois (« Livre I : Des origines à la conquête arabe [647 apr. J.-C.] ») et de Roger Le Tourneau (« Livre II : De la conquête arabe à 1830 ») ; telle que publiée en 1951 puis republiée en 1969 et 1994.
- L'Afrique du Nord en marche, Paris, Omnibus, 1982 [ (ISBN 2-258-05863-5)]
- Les Voyages de découverte et les Premiers Établissements (XVe – XVIe siècles), Paris, PUF, 1948. Réédition : Gérard Monfort, 2003 [ (ISBN 2-85226-551-6)] (compte-rendu de Fernand Braudel, « La double faillite "coloniale" de la France (XVe – XVIe siècles) », dans Annales ESC, 1949, n° 4, pp. 451–456)
- Les Français en Amérique - pendant la première moitié du XVIe siècle, introduction de Ch.-A. Julien - Textes de G. Verrazano, Jacques Cartier et Jean-François de La Rocque de Roberval. Presses Universitaires de France, 1946
- Et la Tunisie devint indépendante, 1951-1957, Éditions du Jaguar, [ (ISBN 2-85258-372-0)]
- Histoire de l’Afrique blanche, Paris, PUF, 1966[9]
- Une pensée anticoloniale, Sindbad, 1979 [ (ISBN 2-7274-0036-5)]
- Techniciens de la colonisation, Paris, PUF, 1946 [ (ISBN 2-13-040839-7)]
- Histoire de l'Algérie contemporaine 1. La conquête et les débuts de la colonisation 1827-1871, Paris, PUF, 1964
- Le Maroc face aux impérialismes : 1415-1956, Éditions du Jaguar, 2011 (1re éd. 1978), 549 p. (ISBN 978-2-86950-421-9 et 2869504217, OCLC 758774279)

### Avant-propos
- Avant-propos de : Bice Slama, L'Insurrection de 1864 en Tunisie, Tunis, Maison tunisienne de l'édition, 1967

### Préface
- Préface de : Aimé Césaire, Toussaint Louverture : La Révolution française et le Problème colonial, Présence africaine,  (ISBN 2-7087-0397-8)

### Article
- « De l’Ifriqqiyya d’Ibn Khaldoun à la Tunisie d’Habib Bourguiba : Une suite d’hésitations et d’erreurs a retardé la décolonisation », Le Monde diplomatique,‎ mai 1969, p. 23 (lire en ligne)